# Сен Мало
Сен Мало̀ (на френски: Saint-Malo) е град в Северозападна Франция. Разположен е в регион Бретан на департамент Ил е Вилен на брега на едноименния залив Сен Мало и устието на река Ранс. Има пристанище и жп гара. Морски курорт. Кораборемонт и риболов. Населението му е 50 206 жители от преброяването през 2007 г.

## Личности
- Родени в Сен Мало
  - Жак Картие, (1491-1557), бретанско-френски мореплавател, роден и починал в Сен Мало
- Починали в Сен Мало
  - Жорж Албер Буланже (1858-1937), британско-белгийски зоолог